# Autovía A-33
L'autovía A-33, chiamata anche Autovía del Altiplano, è un'autostrada gratuita spagnola appartenente alla Rete di Strade dello Stato (Red de Carreteras del Estado) che, una volta completata, unirà l'A-30 in prossimità di Cieza con l'A-35 presso La Font de la Figuera incrociando l'A-31 a Caudete. Dei 90 km di tracciato previsti, al momento (2018) ne risultano aperti al traffico 66, pari a circa il 73% del percorso.

## Storia
L'A-33 nasce dall'esigenza di collegare tre importanti vie di comunicazione (A-30, A-31 e A-35) tra il centro peninsulare e la costa mediterranea del Levante spagnolo permettendo così di alleggerire il traffico costiero dell'A-7 e dell'AP-7. I lavori per la costruzione del primo tratto di autostrada (allacciamento A-30-Jumilla) iniziarono nel 2006 e nel 2012 venne aperto al traffico questo tratto di 31 km. Successivamente tra il 2017 ed il 2018 sono stati inaugurati i tratti Jumilla-Yecla (23,5 km) e allacciamento A-31-allacciamento A-35 di 4 km. L'apertura della restante parte del tracciato, di circa 25 km, è prevista in più fasi tra il 2019 ed il 2022.

## Percorso
L'autovía A-33 nasce dall'allacciamento con l'A-30 nel comune di Blanca. Raggiunge Jumilla al km 31, Yecla al km 54, Caudete al km 69, incrocia l'A-31 al km 75, raggiunge La Font de la Figuera al km 86 e termina il suo percorso al km 90 immettendosi nell'A-35.